# ШульцФест
ШульцФест (пол. Międzynarodowy Festiwal Brunona Schulza w Drohobyczu, англ. International Bruno Schulz Festival in Drohobych) — міжнародний літературно-науковий фестиваль, присвячений життю та творчості видатного польського письменника і художника єврейського походження Бруно Шульца. Проходить кожні два роки в місті Дрогобич Львівської області України. У деякі роки окремі події фестивалю відбувалися також у Любліні Польщі.

## Історія
Фестиваль започатковано у 2004 році з ініціативи Полоністичного науково-інформаційного центру ім. Ігоря Менька при Дрогобицький державний педагогічний університет імені Івана Франка. Ідея проведення масштабного заходу, присвяченого Бруно Шульцу, виникла після створення Музей-кімнати Бруно Шульца у Дрогобичі у 2003 році. Першим директором фестивалю стала літературознавиця Віра Меньок, вдова Ігоря Менька, який стояв біля витоків вшанування пам'яті Шульца в Дрогобичі.
Перший фестиваль відбувся 12-18 липня 2004 року. З того часу фестиваль став важливою культурною подією, яка об'єднує науковців, письменників, перекладачів, митців театру та образотворчого мистецтва з України, Польщі та інших країн світу,.
У 2020 році, попри пандемію COVID-19, IX Шульцфест відбувся. У 2022 році, після повномасштабного вторгнення Росії в Україну, ювілейний X Шульцфест пройшов у двох містах: перша частина відбулася в Любліні (7-10 липня), а друга — в Дрогобичі (12-17 липня). Таке рішення було прийнято з міркувань безпеки, але організатори наголошували на важливості проведення події саме в Дрогобичі, «єдиному місці у світі» Бруно Шульца.
XI Міжнародний Фестиваль Бруно Шульца відбувся у Дрогобичі з 7 по 13 липня,.

## Мета та програма
Основною метою ШульцФесту є популяризація творчості Бруно Шульца в Україні та світі, а також створення вільного простору для зустрічі й діалогу між людьми, яким близькі його твори. Фестиваль прагне показати Шульца не лише як письменника, але і як художника.
Програма фестивалю є різноманітною та включає:
- міжнародні наукові конференції та семінари за участі літературознавців з України та Польщі[1].
- зустрічі із письменниками, перекладачами та літературними критиками[4],[1]
- лекції та майстер-класи для перекладачів творів Шульца[1].
- театральні вистави за мотивами творів Шульца у виконанні українських та закордонних колективів[3],[1],[4]
- художні виставки та перформанси[3],[1],[4]
- поетичні читання та літературні презентації[3],[4]
- музичні концерти[3],[1],[4]
- екскурсії місцями, пов'язаними з життям Бруно Шульца, зокрема нічні факельні походи[1].
- презентації книжкових видань та перекладів творів Бруно Шульца [1],[4]

Особливістю фестивалю у 2022 та 2024 роках стали поетичні читання в укриттях, що відображало воєнний контекст в Україні.

## Учасники
За роки існування ШульцФесту в ньому взяли участь численні відомі письменники, поети, перекладачі, літературознавці та митці з України, Польщі та багатьох інших країн світу. Серед них:
- Українські письменники: Сергій Жадан[3], Юрій Андрухович[4], Тарас Прохасько[3], Юрко Прохасько[3], Олександр Бойченко[3], Остап Сливинський[3], Юрій Винничук[3], Ія Ківа[3], Любко Дереш[1], Андрій Бондар[1], Григорій Семенчук[3], Данило Ільницький[3], Антон Слєпаков[3].
- Польські письменники: Анджей Стасюк[3], Яцек Подсядло[3], Марцін Сендецький[3], Ришард Криніцький[4], Томаш Ружицький[4], Адам Міхнік[4], Боґуміла Бердиховська[4], Кшиштоф Чижевський[4].
- Інші митці: Влодко Кауфман[3], Нікіта Кадан[3], Іван Шаран[3], Олександр Максимов[3], гурти ДахаБраха[1], Карбідо[4], Joryj Kłoc[4], Оркестр святого Миколая[4], Bruno Schulz (польський гурт)[1].

Фестиваль також залучає науковців, зокрема Павла Прухняка, який курував поетичний цикл «Україна віршів / вірші в укриттях».

## Організатори та партнери
Організаторами ШульцФесту є:
- Полоністичний науково-інформаційний центр ім. Ігоря Менька[4]
- Дрогобицький державний педагогічний університет імені Івана Франка[4]
- Благодійний Фонд «Музей та Фестиваль Бруно Шульца» у Дрогобичі[4]
- Товариство Фестиваль Бруно Шульца в Любліні
- Університет Комісії Національної Освіти у Кракові[4]

Генеральне консульство Республіки Польща у Львові є співорганізатором та одним із почесних партнерів фестивалю. Польський інститут у Києві також є співорганізатором заходу.

## Значення
ШульцФест відіграє важливу роль у популяризації творчості Бруно Шульца в Україні, де, за словами директора Польського Інституту у Києві Ярослава Ґодуна, ще 15-20 років тому про письменника знали лише «втаємничені». Фестиваль допоміг «повернути» Шульца Україні, показавши його як важливу частину європейської спадщини. Директорка фестивалю Віра Меньок наголошує на тому, що ШульцФест привертає увагу до Дрогобича як міста, нерозривно пов'язаного з іменем письменника.
Фестиваль також є важливим майданчиком для діалогу між культурами України та Польщі, а також для підтримки українських митців у складні часи. Проведення фестивалю попри війну підкреслює важливість культурного фронту.